# Літургія Іоанна Золотоустого

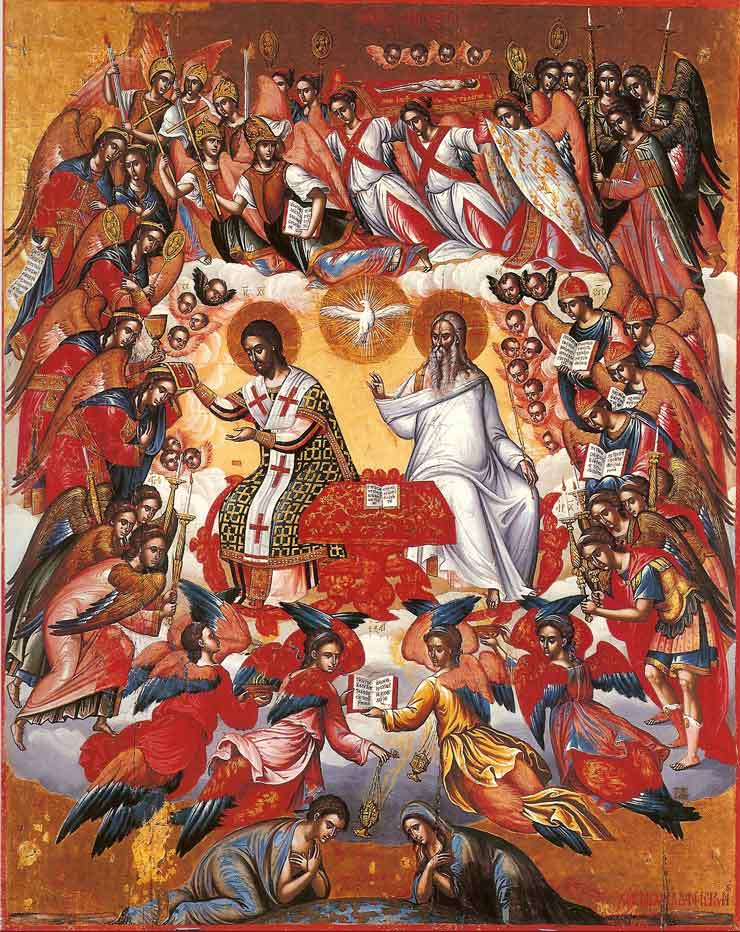
Небесна літургія (ікона Михаїла Дамаскина, XVI ст.)

Літургі́я Іва́на Золотоу́стого — чин літургії візантійського обряду, яка, згідно з уставом, звершуться в більшу частину днів богослужбового року в східних католицьких та православних церквах. Складання цього чину традиційно приписують святителю Івану Золотоустому, архієпископу Константинопольскому.

## Структура літургії Івана Золотоустого
Як і літургії інших чинів, Івана Золотоустого складається з трьох послідовних частин: проскомидії, літургії оголошених та літургії вірних.

### Проскомидія
Проскомидія (грец. προσκομιδή, «принесення», «піднесення», від προσκομίζω, «приносить») — підготовча частина літургії. На ній готується матерія для здійснення таїнства. Для проскомидії вживаються п'ять проскур, але для самого Причастя використовується тільки одна, звана Святий Агнець.

### Літургія оголошених
Літургія оголошених  має на меті приготувати вірян до гідної присутності при здійсненні таїнства причастя, нагадати їм про життя і страждання Христа, роз'яснити як і чому були і можуть бути, з точки зору церкви, рятівним життя і страждання Христові.

### Літургія вірних
Літургія вірних — третя частина літургії, на якій у давнину могли бути присутніми тільки охрещені особи. Згідно із вченням церкви, на літургії вірних відбувається перетворення хліба і вина в істинне Тіло і Кров Спасителя — Святі Дари. Потім віруючі на виконання слів Христа: «Хто тіло Моє споживає та кров Мою п'є, той в Мені перебуває, а Я в ньому» (Ів. 6:56) прилучаються до Святих Дарів, входячи в єднання зі Спасителем.

## Літургія Івана Золотоустого як музичний жанр
Подібно тому, як католицькі меси в XVI–XVIII століттях стали самостійним жанром у творчості композиторів Західної Європи, літургія Івана Золотоустого стала самостійним духовним жанром у творчості ряду композиторів країн Східної Європи. Зокрема, автором щонайменше трьох збережених літургій є Микола Дилецький (XVII ст.). Серед авторів Літургій Івана Золотоустого XVII — початку XX століть — Максим Березовський, Дмитро Бортнянський, Артемій Ведель, Петро Чайковський, Сергій Рахманінов, Микола Леонтович, Кирило Стеценко (1910). Серед сучасних українських композиторів до жанру літургії Івана Золотоустого звертались Євген Станкович (2003), Мирослав Скорик (2005).